# 宗康親王
宗康親王（むねやすしんのう）は、仁明天皇の第二皇子。母は贈皇太后・藤原沢子（藤原総継の娘）。光孝天皇の同母兄。官位は四品・中務卿。

## 経歴
承和元年（834年）初めて父・仁明天皇に拝謁する。承和3年（836年）大和国山邊郡荒廃田10町、播磨国神埼郡荒廃田33町、美濃国席田郡空閑地70町を賜与される。
承和10年（843年）元服して、承和11年（844年）四品に叙せられ、翌承和12年（845年）大宰帥に任ぜられる。嘉祥2年（849年）には中務卿を兼ねるが、翌嘉祥3年（850年）仁明天皇の出家に伴い、弟の源多とともに出家。最終官位は四品中務卿。
清和朝の貞観10年（868年）6月11日薨去。享年41。

## 官歴
『六国史』による。
- 承和3年（836年） 3月17日：賜大和国山邊郡荒廃田10町。5月18日：賜播磨国神埼郡荒廃田33町。6月25日：賜美濃国席田郡空閑地70町
- 承和10年（843年） 8月19日：元服
- 承和11年（844年） 正月7日：四品
- 承和12年（845年） 正月11日：大宰帥
- 嘉祥2年（849年） 正月13日：兼中務卿
- 嘉祥3年（850年） 3月19日：出家（四品中務卿）
- 貞観10年（868年） 6月11日：薨去